# Aeroportul Internațional Bergamo-Orio al Serio

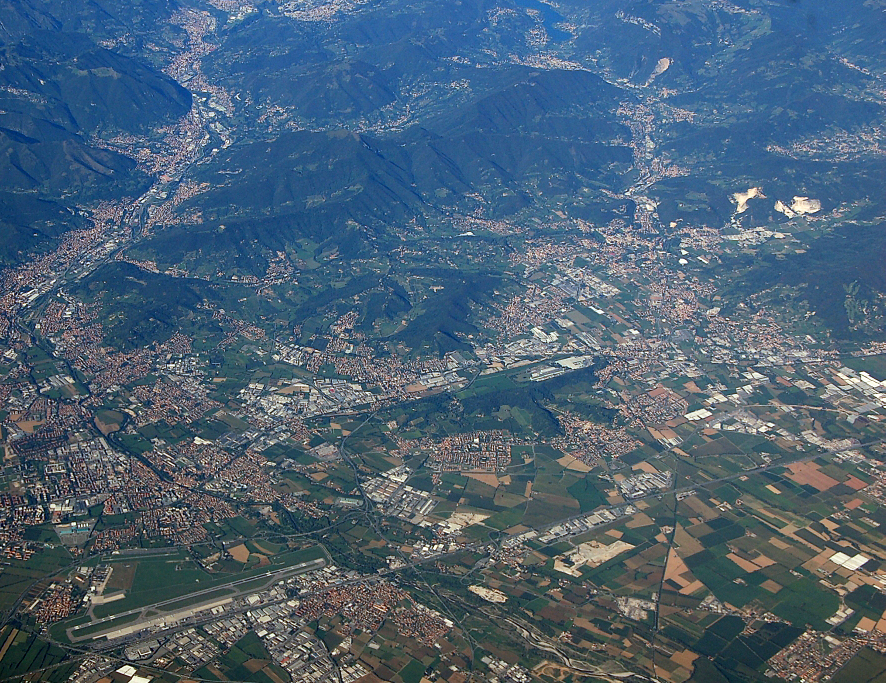
Orio al Serio International Airport, imagine din avion.

Orio al Serio International Airport (IATA: BGY, ICAO: LIME), cunoscut și ca Il Caravaggio International Airport, este un aeroport internațional aflat la 3,7 km sud-est de Bergamo și 45 km nord est de Milano. Companiile aeriene low-cost îl numesc Milan/Bergamo Airport, aceasta nefiind denumirea oficială.
Aeroportul portă numele lui Caravaggio, artist italian, fondatorul realismului în pictura, unul dintre cei mai mari maeștri ai barocului, Michelangelo Merisi da Caravaggio, care, fiind copil, a trăit în provincia Bergamo.
Al treilea aeroport ca marime din Italia, acesta a fost tranzitat de 10.404.625 pasageri in 2015 și 11.159.631 în 2016.
Companiile aeriene Blue Air, Ryanair, Wizz Air, DHL (cargo) au zboruri către România și Republica Moldova (numai Wizz Air) de pe acest aeroport.

## Statistici
Destinatii/rute după numarul de pasageri (2015): 
1. Londra, Stansted Airport 493.376
2. Barcelona, El Prat Airport 356.322 
3. Bruxelles, Charleroi Airport 281.942 

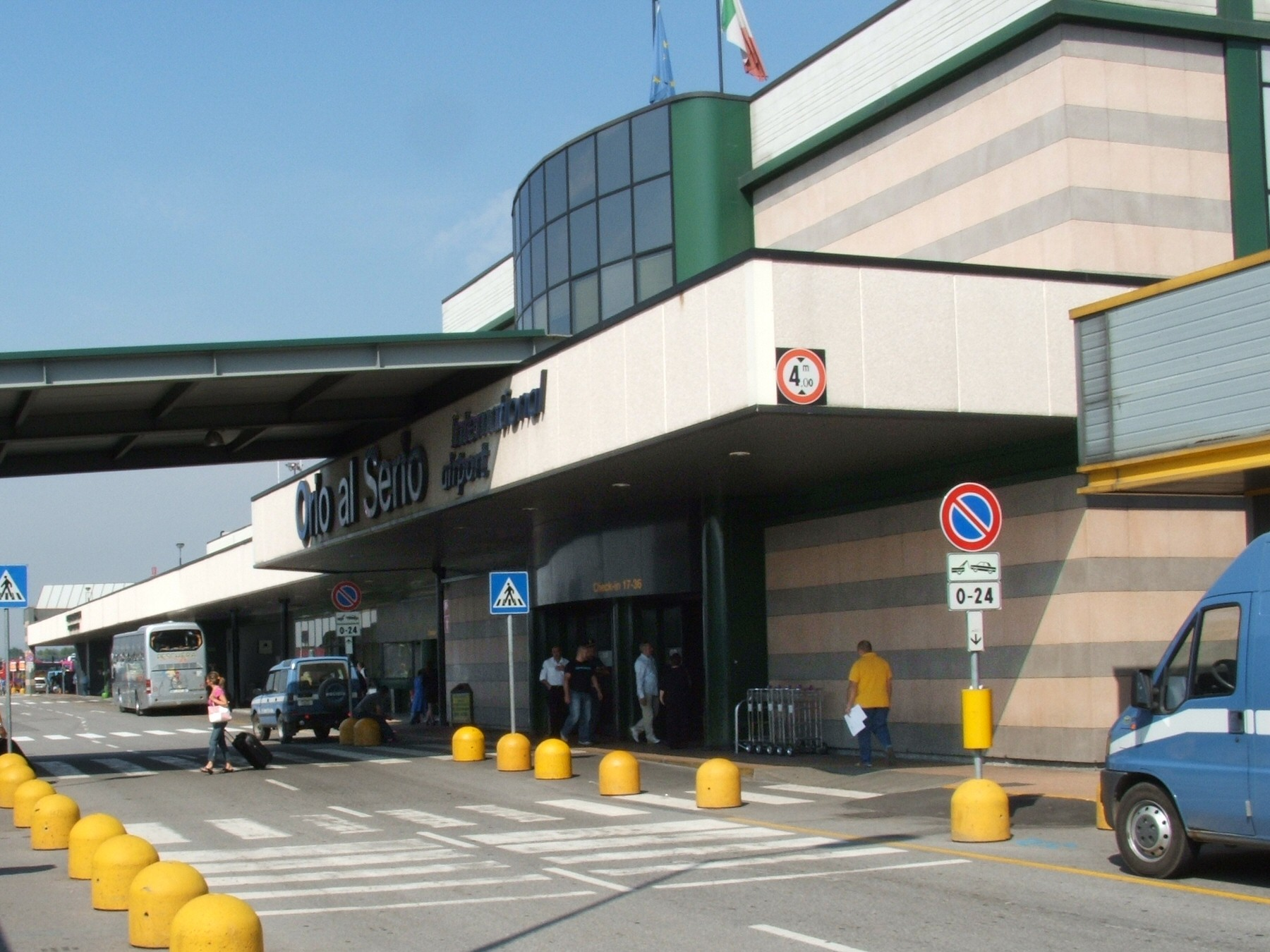
Orio al Serio International Airport

4. Madrid, Aeroportul Madrid 255.326 
5. Dublin, Dublin Airport 240.682

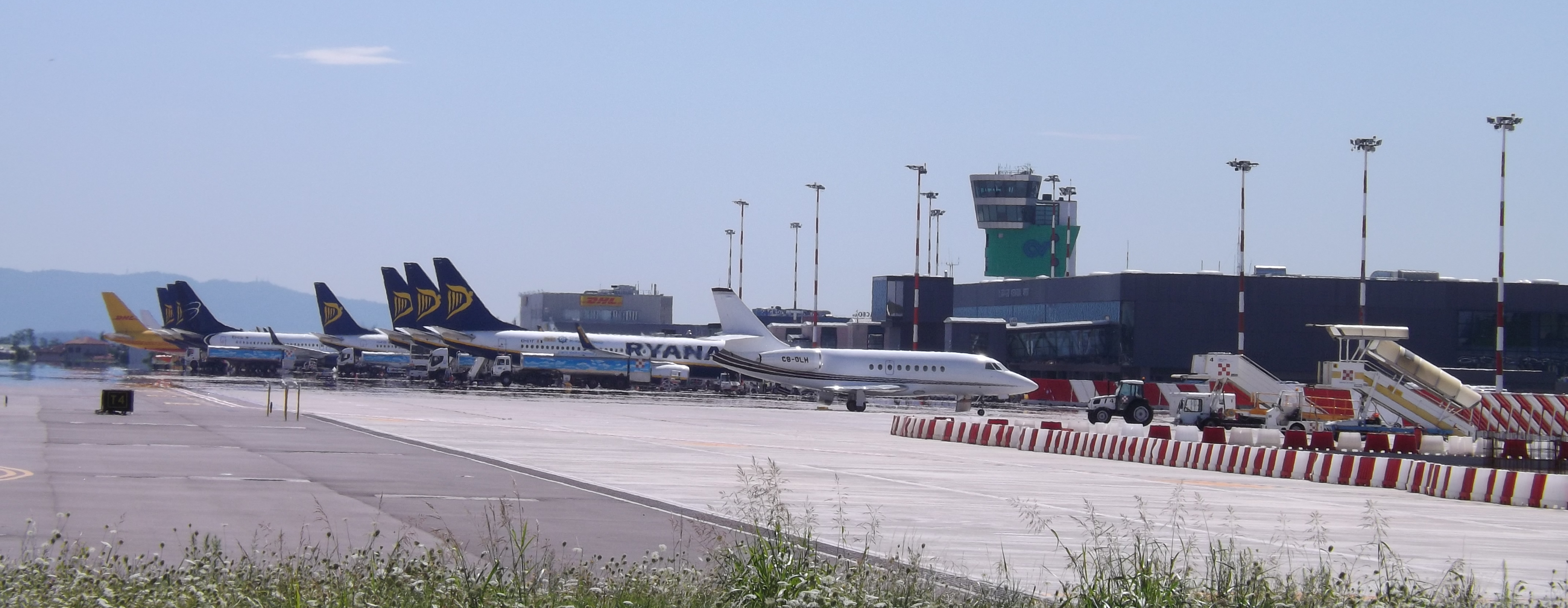

6. Valencia, Valencia Airport 227.852
7. Paris, Beauvais–Tillé Airport 222.205
8. București, Aeroportul Internațional Henri Coandă București 180.511
9. Vilnius, Vilnius Airport 155.558 
10. Manchester, Manchester Airport 147.265
11. Atena (oraș), Athens International Airport 143.691 (NEW) 
12. Berlin, Berlin Schönefeld Airport 143.423 
13. Sevilla, Seville Airport 126.820 
14. Cracovia, John Paul II International Airport 126.596 
15. Porto, Porto Airport 125.706 
16. Budapesta, Aeroportul Internațional Budapesta Liszt Ferenc 125.635 
17. Lisabona, Lisbon Humberto Delgado Airport 125.616 (NEW) 
18. Eindhoven, Eindhoven Airport 116.51419. Varșovia, Warsaw Modlin Airport 114.444 (NEW)
20. Stockholm, Stockholm Skavsta Airport 112.705

## Transport
Puteți ajunge cu autobuzul de la aeroport în centrul orașului Milano. Biletele pot fi cumpărate la casa de bilete din aeroport, costă 5-10 €. Autobuzele circulă la fiecare 30 de minute de la 04:00 la 23:30.